# ツインビーJG
『ツインビーJG』は、KPEから発売されたパチスロ機。コナミのゲーム『ツインビー』とのタイアップ機。世界観としては本家のシリーズ最終作『ツインビーヤッホー! ふしぎの国で大あばれ!!』がベースになっている。

## 登場人物
ボイスはオリジナル声優の新規収録。知名度も高く重要人物であったマドカとメローラ姫は登場しない。
ライト
声：山口勝平
不思議なメカ、ツインビーに乗る主人公。
ツインビー
声：田中真弓
パステル
声：椎名へきる
ウインビーのパイロット。ライトの従兄弟なのだが、本人もライトも「妹」と紹介している。
ウインビー
声：西原久美子
ミント
声：伊藤美紀
グインビー
声：伊藤美紀
シナモン博士
声：田中和実
メロディ女王
声：天野由梨
フルート
声：西原久美子
ザコビー
声：沼田祐介
ワルモン博士
声：岸野幸正
ワルメカ
声：不明

## 関連サイト
- 公式サイト[リンク切れ]